# Universidad de Wollongong
La Universidad de Wollongong (en inglés: University of Wollongong; abreviado UOW) es una universidad pública ubicada en la ciudad costera de Wollongong, Nueva Gales del Sur, Australia, a unos ochenta kilómetros al sur de Sídney. A partir de 2012, la universidad contaba con un total de 30 516 estudiantes matriculados, incluyendo 11 440 estudiantes internacionales de más de 140 países.